# Magyarfráta község
Magyarfráta község (románul: Comuna Frata) község Kolozs megyében, Romániában. Központja Magyarfráta, beosztott falvai Berkenyes, Bethlentanya, Mezőszopor, Oaș, Olariu, Pădurea Iacobeni, Rozor.

## Fekvése
Kolozs megye és Maros megye határán, a Mezőségen helyezkedik el. Szomszédos községek: Mezőcsán, Kolozs, Magyarszovát, Mócs, Mezőceked, Mezőméhes, Nagysármás. A DJ 150-es megyei úton közelíthető meg.

## Népessége
1850-től a népesség alábbiak szerint alakult:
| Lakosok száma | 2619 | 2966 | 3399 | 4462 | 5476 | 6332 | 4594 | 4382 | 4242 | 3791 |
|               | 1850 | 1880 | 1900 | 1930 | 1941 | 1977 | 1992 | 2002 | 2011 | 2021 |

A 2011-es népszámlálás adatai alapján a község népessége 4242 fő volt, melynek többsége román (80,86%). A romák részaránya 11,6%, a magyaroké 3,51%. Vallási hovatartozás szerint a lakosság 68,01%-a ortodox, 9,5%-a görög rítusú római katolikus, 6,15%-a pünkösdista, 3,96%-a Jehova tanúja, 3,06%-a református, 2,31%-a hetednapi adventista, 1,65%-a baptista  és 1,18%-a római katolikus.

## Nevezetességei
A község területéről az alábbi épületek szerepelnek a romániai műemlékek jegyzékében:
- a berkenyesi Szent Mihály és Gábriel arkangyalok fatemplom (LMI-kódja CJ-II-m-B-07529)
- a magyarfrátai Szentlélek alászállása fatemplom (CJ-II-m-B-07617)

## Híres emberek
- Magyarfrátán született Ioan Ploscaru(wd) (1911–1998) lugosi görögkatolikus püspök.
- Mezőszoporon született Vasile Suciu (1942–2013) román válogatott labdarúgó.